# Escape from Alcatraz Triathlon

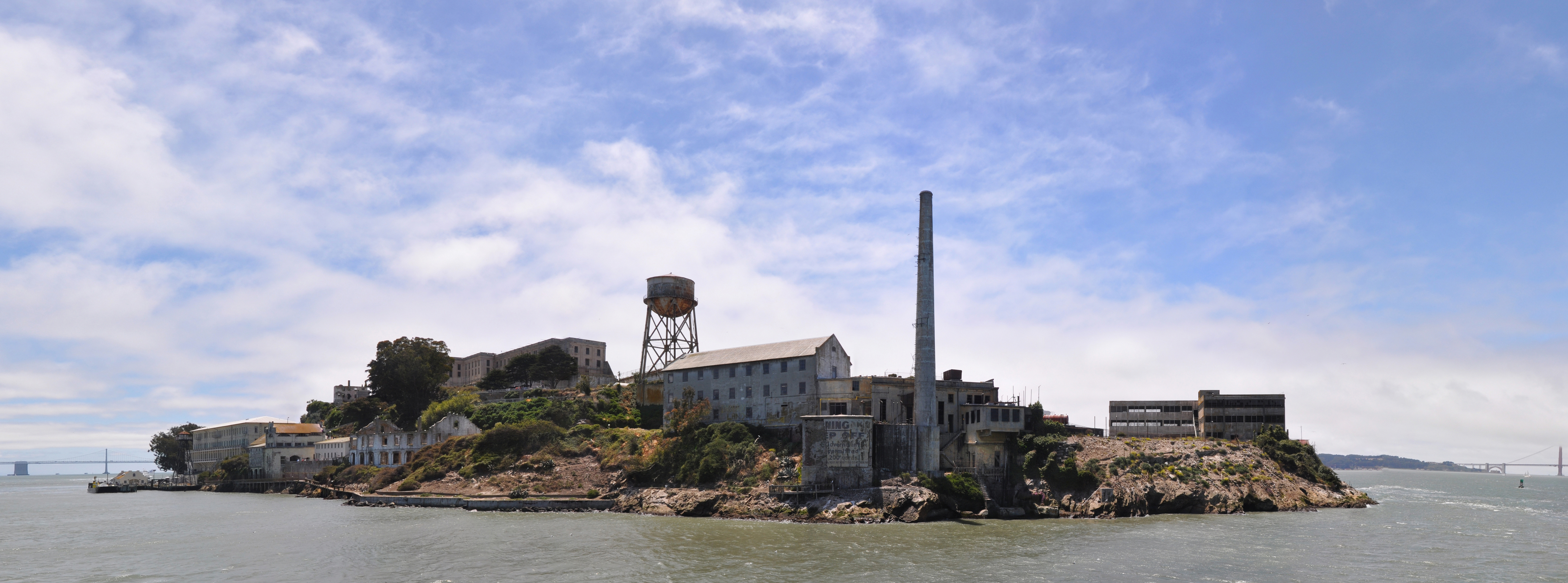
Das frühere Hochsicherheitsgefängnis Alcatraz in der Bucht von San Francisco

Der Escape from Alcatraz Triathlon (übersetzt: Flucht-von-Alcatraz-Triathlon) ist eine jährlich im Sommer stattfindende Triathlon-Sportveranstaltung in und um die Bucht von San Francisco in den USA.

## Organisation

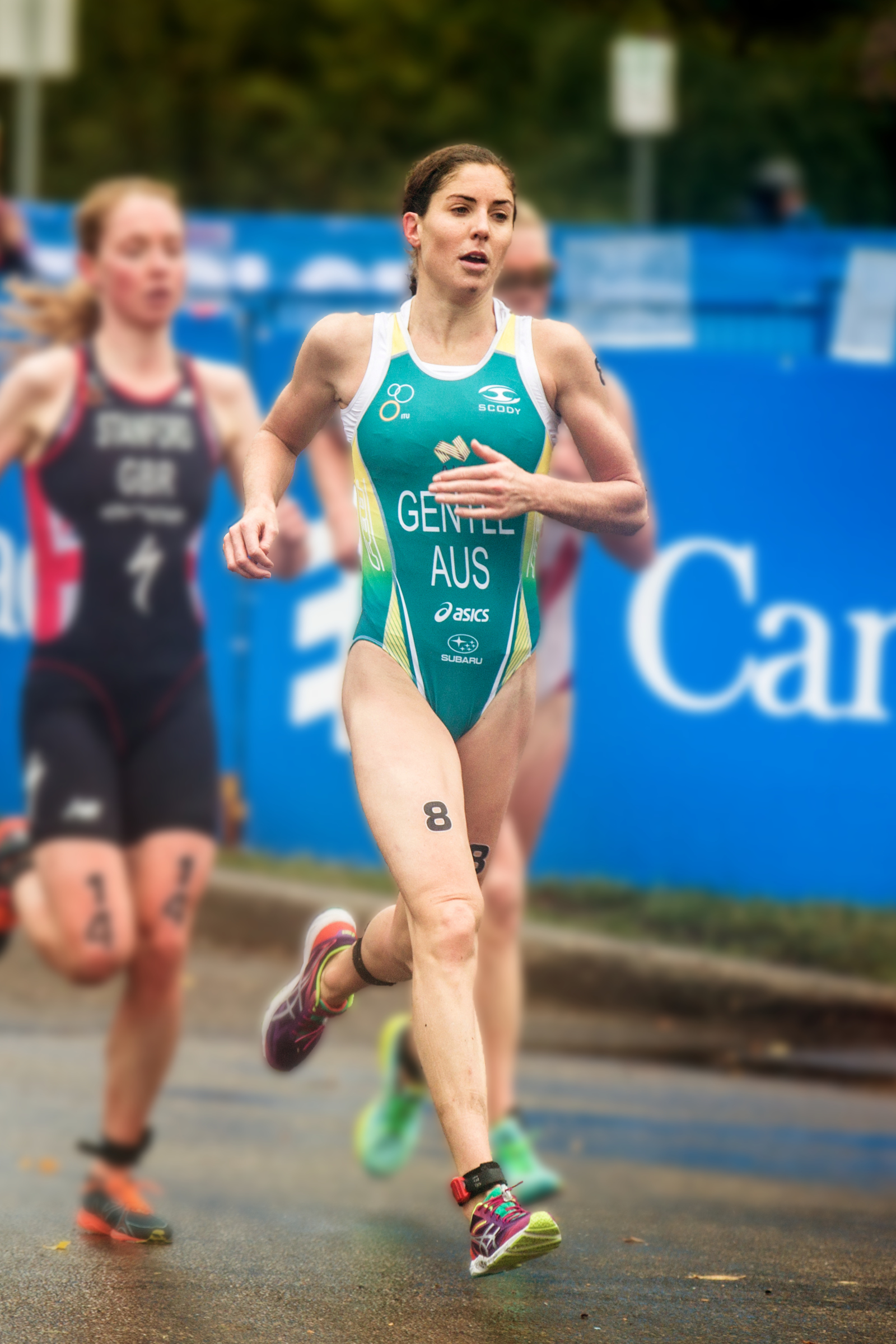
Ashleigh Gentle aus Australien – die Siegerin von 2015 und 2019

Dieser Wettbewerb wird seit 1981 jährlich ausgetragen. In den beiden ersten Jahren war die Veranstaltung den Club-Mitgliedern vorbehalten und 1983 wurde der erste öffentliche Bewerb veranstaltet.
Gestartet wird auf der früheren Gefängnisinsel Alcatraz, von wo ans Ufer von San Francisco geschwommen wird: Wurde früher direkt auf der Insel gestartet, so erfolgt der Start für die Schwimmer heute von einer nahe der Insel vor Anker liegenden Autofähre.
Eine besondere Herausforderung stellen hier die Meeresströmung in der Bucht sowie die kalten Wassertemperatur dar, welche selten die Marke von 15 °C überschreitet.
2009 waren etwa 1700 Athleten am Start. 2010 wurde das Rennen bereits das 30. Mal ausgetragen.
Die Australierin Michellie Jones konnte das Rennen hier schon achtmal gewinnen und der US-Amerikaner Andy Potts konnte 2014 hier bereits seinen sechsten Sieg erzielen.
Den Streckenrekord hält der Brite Simon Lessing mit seiner Siegerzeit aus 2004 in 1:54:41 Stunden. Die Australierin Michellie Jones konnte diesen Wettbewerb schon achtmal für sich entscheiden und sie hält mit ihrer Siegerzeit aus 2004 auch die Bestzeit bei den Frauen in 2:08:54 Stunden. 
2017 musste das Rennen witterungsbedingt ohne die Schwimmdistanz ausgetragen werden (18 Meilen Radfahren und 8 Meilen Laufen).
Die 40. Austragung war hier am 10. Juni 2023.
Das Rennen ist seit 2024 mit geänderter Streckenführung (bislang: 2,4 km Schwimmen, 29 km Radfahren und 12,8 km Laufen) Teil der von der Professional Triathletes Organisation (PTO) veranstalteten T100 Triathlon World Tour und die Distanzen in diesem Triathlonwettkampf gehen über
- 2 km Schwimmen
- 80 km Radfahren und
- 18 km Laufen.[3]

## Streckenverlauf
- Die Schwimmdistanz geht von einer Fähre vor der Küste der Bucht von San Francisco in der Nähe der Gefängnisinsel Alcatraz zwei Kilometer bis zum Schwimmausstieg. Von hier geht es zu Fuß etwa 700 Meter zur ersten Wechselzone.
- Die Radstrecke geht über sechs Runden zu je 13,3 Kilometer der Küste entlang.
- Die abschließende Laufdistanz beinhaltet vier Runden zu je 4,45 Kilometer.

## Siegerliste
| N ° | Datum/Jahr    | Männer                 | Männer             | Männer           | Frauen                    | Frauen            | Frauen                |
| N ° | Datum/Jahr    | Erster Platz           | Zweiter Platz      | Dritter Platz    | Erster Platz              | Zweiter Platz     | Dritter Platz         |
| --- | ------------- | ---------------------- | ------------------ | ---------------- | ------------------------- | ----------------- | --------------------- |
| 42  | 31. Mai 2025  |                        |                    |                  |                           |                   |                       |
| 41  | 8. Juni 2024  | Marten Van Riel        | Kyle Smith         | Rico Bogen       | Taylor Knibb              | Katrina Matthews  | Laura Philipp         |
| 40  | 11. Juni 2023 | Marc Dubrick           | Eric Lagerstrom    | Miguel Mattox    | Vittoria Mello            | Megan Foley       | Danielle Lewis        |
| 39  | 5. Juni 2022  | Eric Lagerstrom        | Jason West         | Gregory Harper   | Jackie Hering             | Danielle Lewis    | Jodie Stimpson        |
| 38  | 15. Aug. 2021 | Ben Kanute -4-         | Jason West         | Bradley Weiss    | Emma Pallant-Browne       | Holly Lawrence    | Jackie Hering         |
| 37  | 10. Juni 2019 | Ben Kanute -3-         | Joe Maloy          | Joshua Amberger  | Ashleigh Gentle -2-       | Lauren Goss       | Sarah Haskins-Kortuem |
| 36  | 3. Juni 2018  | Ben Kanute -2-         | Cameron Dye        | Jason West       | Sarah Haskins-Kortuem -2- | Alicia Kaye       | Lauren Goss           |
| 35  | 11. Juni 2017 | Ben Kanute             | Gregory Billington | Cameron Dye      | Lauren Goss               | Katie Zaferes     | Holly Lawrence        |
| 34  | 12. Juni 2016 | Joe Maloy              | Cameron Dye        | Ben Kanute       | Holly Lawrence            | Katie Zaferes     | Lindsey Jerdonek      |
| 33  | 7. Juni 2015  | Eric Lagerstrom        | Andy Potts         | Kevin Collington | Ashleigh Gentle           | Lauren Goss       | Mirinda Carfrae       |
| 32  | 1. Juni 2014  | Andy Potts -6-         | Bevan Docherty     | Joshua Amberger  | Sarah Haskins-Kortuem     | Mirinda Carfrae   | Ricarda Lisk          |
| 31  | 3. März 2013  | Javier Gómez           | Graham O’Grady     | Jesse Thomas     | Heather Jackson           | Sarah Groff       | Ricarda Lisk          |
| 30  | 10. Juni 2012 | Andy Potts -5-         | Courtney Atkinson  | Bevan Docherty   | Leanda Cave -4-           | Annabel Luxford   | Jenna Parker          |
| 29  | 5. Juni 2011  | Andy Potts -4-         | Bevan Docherty     | Matt Chrabot     | Nicky Samuels             | Leanda Cave       | Becky Lavelle         |
| 28  | 2. Mai 2010   | Hunter Kemper          | Bevan Docherty     | Andy Potts       | Leanda Cave -3-           | Jenna Shoemaker   | Mary Beth Ellis       |
| 27  | 14. Juni 2009 | Andy Potts -3-         | David Thompson     | Graham O’Grady   | Mary Beth Ellis           | Leanda Cave       | Becky Lavelle         |
| 26  | 1. Juni 2008  | Andy Potts -2-         | Graham O’Grady     | Craig Alexander  | Leanda Cave -2-           | Becky Lavelle     | Mirinda Carfrae       |
| 25  | 3. Juni 2007  | Andy Potts             | Bevan Docherty     | Greg Bennett     | Leanda Cave               | Pip Taylor        | Alexis Waddel         |
| 24  | 4. Juni 2006  | Matthew Reed           | Andy Potts         | Simon Whitfield  | Becky Lavelle             | Laura Bennett     | Sara McLarty          |
| 23  | 12. Juni 2005 | Hunter Kemper          | Hamish Carter      | Andy Potts       | Susan Williams            | Barbara Lindquist | Samantha McGlone      |
| 22  | 6. Juni 2004  | Simon Lessing -2- (SR) | Chris McCormack    | Matthew Reed     | Michellie Jones -8-       | Liz Blatchford    | Joanna Zeiger         |
| 21  | 8. Juni 2003  | Simon Lessing          | Craig Walton       | Chris McCormack  | Barbara Lindquist         | Sheila Taormina   | Becky Lavelle         |
| 20  | 16. Juni 2002 | Chris McCormack -4-    | Craig Walton       | Marc Lees        | Michellie Jones -7-       | Becky Lavelle     |                       |
| 19  | 2001          | Chris McCormack -3-    | Craig Walton       | Simon Whitfield  | Michellie Jones -6-       | Barbara Lindquist | Becky Lavelle         |
| 18  | 2000          | Chris McCormack -2-    |                    |                  | Michellie Jones -5-       |                   |                       |
| 17  | 6. Juni 1999  | Wes Hobson             | Greg Welch         | Cameron Brown    | Michellie Jones -4-       | Barbara Lindquist | Joanna Zeiger         |
| 16  | 31. Mai 1998  | Chris McCormack        | Greg Welch         | Alec Rukosuev    | Michellie Jones -3-       | Barbara Lindquist | Jackie Gallagher      |
| 15  | 1. Juni 1997  | Greg Welch -2-         | Mike Pigg          | Greg Thompson    | Michellie Jones -2-       | Barbara Lindquist | Susan Latshaw         |
| 14  | 1996          | Mike Pigg -5-          | Wes Hobson         | Dave Scott       | Susan Latshaw             | Sian Welch        | Paula Newby-Fraser    |
| 13  | 1995          | Simon Lessing          |                    |                  | Michellie Jones           |                   |                       |
| 12  | 1994          | Mike Pigg -4-          |                    |                  | Sian Welch                |                   |                       |
| 11  | 1993          | Mike Pigg -3-          |                    |                  | Paula Newby-Fraser -3-    |                   |                       |
| 10  | 1992          | Greg Welch             |                    |                  | Paula Newby-Fraser -2-    |                   |                       |
| 09  | 1991          | Mike Pigg -2-          |                    |                  | Paula Newby-Fraser        |                   |                       |
| 08  | 1990          | Mike Pigg              |                    |                  | Terri Schneider           |                   |                       |
| 07  | 1989          | Scott Tinley           |                    |                  | Marsha White              |                   |                       |
| 06  | 1988          | Peter Lewandowski -2-  |                    |                  | Alisia Steinhardt         |                   |                       |
| 05  | 28. Aug. 1987 | Peter Lewandowski      |                    |                  | Cynthia Nesvig            |                   |                       |
| 04  | 1984          | Lester Waddel          |                    |                  | Erin Porter               |                   |                       |
| 03  | 1983          | Charlie Graves         |                    |                  | Claire McRae -2-          |                   |                       |
| 02  | 1982          | Dave Horning -2-       |                    |                  | Claire McRae              |                   |                       |
| 01  | 1981          | Dave Horning           |                    |                  |                           |                   |                       |